# Corradino D'Ascanio

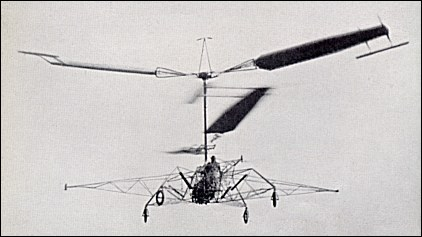
Helikoptern D'Ascanio–Trojani D'AT3, 1930

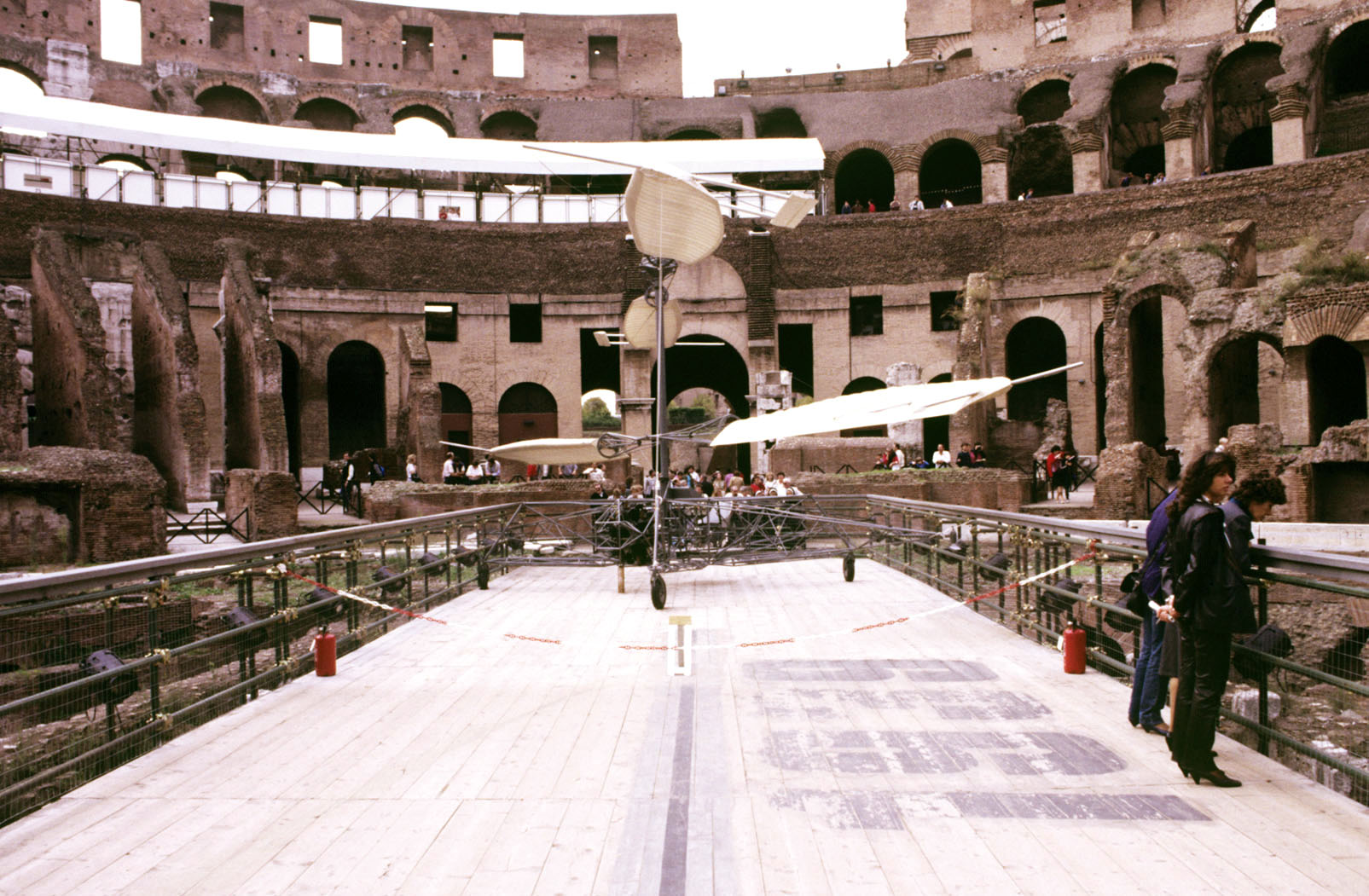
D'Ascanios helikopter i Colosseum i Rom

Vespor, omkring 1948

Corradino D'Ascanio, född 1891 i Popoli i provinsen Pescara i Italien, död 6 augusti 1981 i Pisa i Italien, var en italiensk flygplansingenjör.
Corradino D'Ascanio utbildade sig till mekanisk ingenjör på Politecnico di Torino i Turin med examen 1914. Han anslöt sig som frivillig till Ingenjörstruppernas flygavdelning i Piemonte vid utbrottet av första världskriget, där han arbetade med testning av flygplansmotorer. Han konstruerade ett patenterat övervakningsinstrument för flygplansförbanden för flygmotorer under gång, samt deltog i försök med de första radioutrustningar, som installerades i italienska flygplan. År 1916 placerades D'Ascanio på flygplanstillverkaren Fabbrica Aeroplani Ing. O. Pomilio. 
Efter kriget sålde bröderna Pomilio sitt företag och emigrerade 1918 tillsammans med nyckelanställda, däribland D'Ascanio, till Indianapolis i USA för att bilda konsultföretaget Pomilio Brothers Corporation. Efter att ha återvänt till Italien 1920, satte han upp en ingenjörsbyrå i Popoli och utvecklade olika flygrelaterade produkter. År 1925 grundade han ett helikopterföretag tillsammans med finansiären Pietro Trojani. Med D'Ascanio–Trojani D'AT3 från 1930, på uppdrag av det italienska flygministeriet, vann han flera uthållighetspriser. Den italienska staten visade dock inte något intresse för helikoptern, varefter företaget upplöstes. Han anställdes därefter av Piaggio.
Han arbetade efter andra världskriget på Agusta med företagets helikopterutveckling och utvecklade den första skotern för Ferdinando Innocenti, samt hjälpte Enrico Piaggio att få till stånd tillverkning av Vespa. D’Ascanio lämnade Piaggio för Agusta 1964 för att åter igen arbeta med helikopterkonstruktion, men dessa hans sista helikopterprojekt blev inte framgångsrika. 